# Royal Philharmonic Orchestra

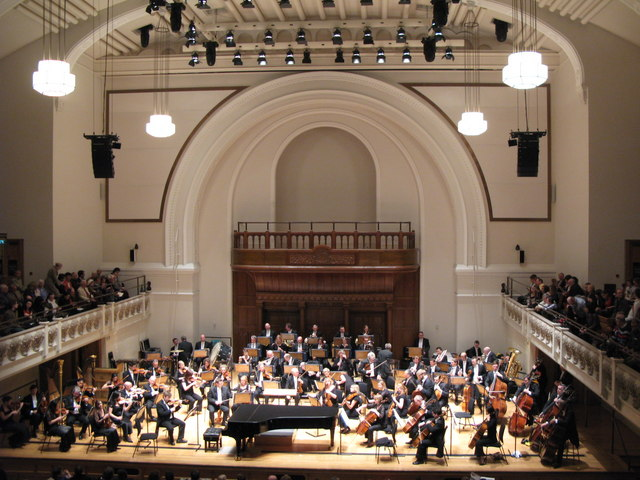
Cadogan Hall, Sloane Terrace, - interior - Sede de la orquesta

La Royal Philharmonic Orchestra (abreviada como RPO) es una orquesta sinfónica británica con sede en Londres, que fue fundada en 1946 por Thomas Beecham. También es llamada Orquesta Nacional de Gran Bretaña (Britain's National Orchestra) a veces. La RPO fue fundada en 1946 por Thomas Beecham y ofreció su primer concierto en Croydon el 15 de septiembre de 1946. Beecham fue su director de orquesta principal hasta su muerte en 1961.La orquesta realizó una gira por Estados Unidos en 1950, convirtiéndose así en la primera orquesta británica en visitar dicho país después de la Orquesta Sinfónica de Londres en 1912. 

## Historia

### Orígenes
En 1932 el director Sir Thomas Beecham había fundado la Orquesta Filarmónica de Londres (LPO), la cual, con el respaldo de ricos mecenas, funcionó hasta 1940, cuando las finanzas se agotaron en tiempo de guerra. Beecham se fue a dirigir a Australia y luego a los Estados Unidos. La orquesta continuó sin él después de reorganizarse como un cuerpo autónomo. Al regreso de Beecham a Inglaterra en septiembre de 1944 la LPO le dio la bienvenida de nuevo, y en octubre dieron un concierto que atrajo comentarios superlativos de la crítica. Durante los siguientes meses Beecham y la orquesta dieron otros conciertos con un éxito considerable, pero los solistas LPO, ahora sus propios empleadores, se negaron a darle el control sin restricciones que había ejercitado en la década de los 30. Si volvía a ser director de la orquesta de nuevo sería como un empleado pagado de la orquesta. Beecham respondió: "Renuncio enfáticamente a que me agite cualquier orquesta ... Voy a fundar una orquesta más grande para completar mi carrera". En 1945 dirigió el primer concierto de la nueva Orquesta Philharmonia de Walter Legge, pero no estaba dispuesto a aceptar una posición asalariada de Legge, su ex asistente, ni tampoco de sus antiguos solistas en la LPO. Su nueva orquesta para competir con la Filarmónica sería, dijo a Legge, debía ser lanzada en " las circunstancias más auspiciosas y resonantes ". 
En 1946 Beecham alcanzó un acuerdo con la Sociedad Filarmónica Real: su nueva orquesta substituiría a la LPO en todos los conciertos de la sociedad. Así ganó el derecho de nombrar al nuevo conjunto la "Royal Philharmonic Orchestra", un acuerdo aprobado por George VI. Beecham organizó con el Festival de Glyndebourne que la RPO debería ser la orquesta residente en las temporadas de Glyndebourne. Se aseguró el respaldo de las compañías discográficas en los Estados Unidos, así como de Gran Bretaña, con quien se negociaron contratos lucrativos de grabación. El crítico musical Lyndon Jenkins escribe:
```
"Naturalmente, rápidamente se supo que estaba planeando otra orquesta, en la que el grito "¡Nunca conseguirá a los intérpretes!" se levantó como lo había hecho en 1932. Beecham estaba impasible: "Siempre llego a los intérpretes", replicó. "Entre otras consideraciones, son tan buenos que se niegan a tocar con nadie excepto conmigo".

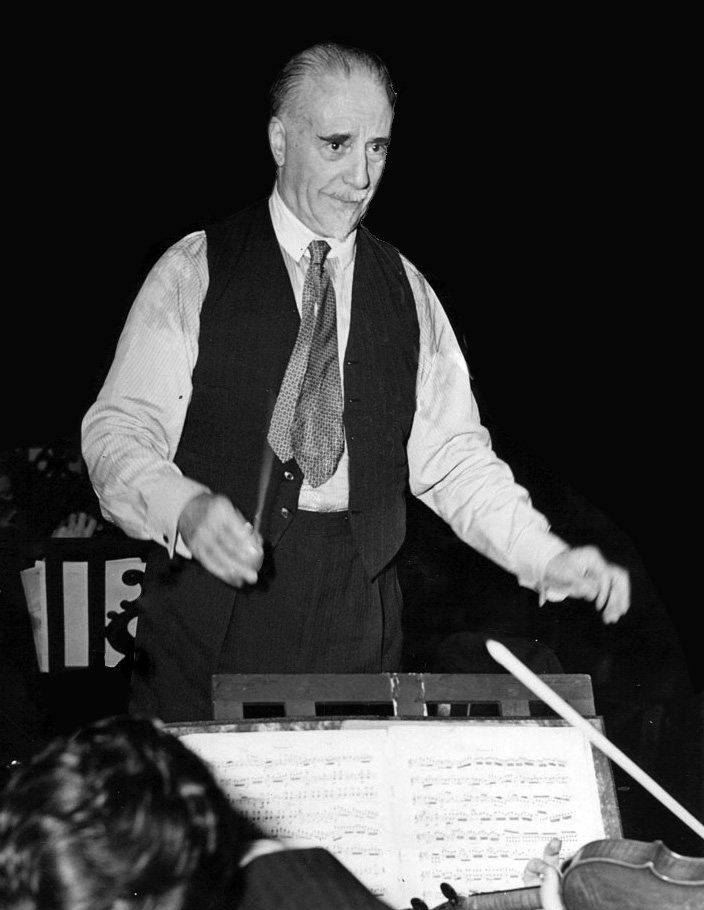
Sir-Thomas-Beecham - 1948

```

### La orquesta de Beecham
Beecham nombró a Victor Olof como mánager de la orquesta, y comenzaron a reclutar. En la parte superior de su lista estaban los principales músicos con los que Beecham había trabajado antes de la guerra. Cuatro habían sido miembros fundadores de la LPO quince años antes: Reginald Kell (clarinete), Gerald Jackson (flauta), James Bradshaw (timbales) y Jack Silvester (contrabajo). De la LPO actual contrataron al oboista Peter Newbury. Beecham persuadió al veterano fagot Archie Camden, que había estado siguiendo una carrera en solitario, para volver al trabajo orquestal. Los chelos fueron dirigidos por Raymond Clark, alistado de la BBC Symphony Orchestra. El principal corno era Dennis Brain, que tenía ya el mismo puesto en la Philharmonia de Legge, pero negoció tocar para las dos orquestas. Jenkins especula que como Beecham conocía a todos los líderes orquestales británicos de primera mano, decidió no tratar de atraer a ninguno de ellos. Su elección fue John Pennington, que había sido primer violín del London String Quartet de 1927 a 1934, y luego había tenido una carrera en los Estados Unidos como concertmaster, sucesivamente, de la Orquesta Sinfónica de San Francisco, la Filarmónica de Los Ángeles y la de la Paramount Pictures.
El 11 de septiembre de 1946 la Real Filarmónica se reunió para su primer ensayo. Cuatro días más tarde dio su primer concierto, en el Teatro Davis, de Croydon. Beecham telegrafió a un colega, "Prensa prácticamente unánime en alabanza de la orquesta. El primer concierto de Croydon fue un éxito enorme."  Beecham y la orquesta tocaron una serie de compromisos fuera de la ciudad antes de aventurarse en un primer concierto en Londres el 26 de octubre. El Times entonces habló de "una sala llena de tonos dorados que envolvió al oyente". Antes de su debut en Londres, la orquesta hizo su primera grabación, y en dos años había hecho más de 100.
En pocos meses Pennington se vio obligado a dimitir cuando el Sindicato de Músicos Británicos descubrió que no era uno de sus miembros. Le sucedió su asistente Oscar Lampe, "un hombre que evitó la mayoría de los eventos sociales, pero tocaba el violín divinamente ", según Jenkins. En los primeros días la orquesta comprendía a 72 intérpretes todos en contrato anual con Beecham, que les permitía actuar con otras agrupaciones. Una crítica de la escena orquestal londinense de finales de los años cuarenta decía de la RPO y su principal rival: "La Filarmónica y la Filarmónica Real comparten una discapacidad muy grave: que ninguna era una orquesta constituida permanentemente, sino que se reúnen y dispersan más o menos al azar. .. no hay un estilo que sea distintivamente RPO o Philharmonia. "
A partir de principios de los años cincuenta, había generalmente más estabilidad del personal orquestal. En particular la RPO se hizo famosa por su equipo regular de solistas de madera, en el que Jackson se unió a Jack Brymer (clarinete), Gwydion Brooke (fagot) y Terence MacDonagh (oboe). The Independent los describió como "posiblemente la mejor sección de madera de todos los tiempos ... y fueron conocidos como" La Familia Real ".
La RPO recorrió los Estados Unidos en 1950, la primera orquesta británica que visitó Estados Unidos desde la London Symphony Orchestra (LSO) en 1912. Este era un plan antiguo de Beecham, que no había podido llevar la LPO a los EE. UU. en los años treinta. Organizó 52 conciertos en 45 ciudades en 64 días. La gira fue descrita por los biógrafos de Brain, Gamble y Lynch como un gran éxito. Comenzó el 13 de octubre en Hartford, Connecticut, y terminó el 15 de diciembre en Bethlehem, Pensilvania. Los solistas de los conciertos fueron la pianista Betty Humby Beecham (la segunda esposa del director) y los solistas orquestales: David McCallum (violín), Anthony Pini (chelo) y los cuatro miembros de la "Familia Real". En The New York Times, Olin Downes escribió sobre "la magnífica producción musical de Sir Thomas Beecham y la Royal Philharmonic". Al año siguiente, evaluando todas las orquestas de Londres, Frank Howes, crítico musical de The Times, concluyó que el RPO "se aproxima en calidad y consistencia de estilo a las grandes orquestas internacionales".
La primera aparición de la orquesta en los Proms tuvo lugar en agosto de 1952, dirigida por Basil Cameron. Beecham debutó dos años más tarde, dirigiendo el RPO en un programa de música de Berlioz, Schubert y Sibelius; El Times comentó "una noche de magníficas interpretaciones". En 1957 Beecham y el RPO hicieron una gira europea, comenzando en la Salle Pleyel en París y terminando en el Musikverein en Viena.
Beecham llevó a cabo su último concierto con la RPO, dado en el Guildhall de Portsmouth el 7 de mayo de 1960. El programa, con todas sus opciones características, comprendía la obertura de La flauta mágica, la Sinfonía Militar de Haydn, el propio arreglo de Beecham de Love in Bath de Handel, la Quinta Sinfonía de Schubert, y la Bacchanale de Samson y Dalila de Saint-Saëns.
Beecham sufrió un ataque cardíaco el mes siguiente, del cual no se recuperó; murió en marzo de 1961.

### 1961-2000
Rudolf Kempe, que había sido nombrado director adjunto en 1960, se convirtió en director principal en 1961 y director musical en 1962. La viuda de Beecham dirigió los asuntos de la orquesta lo mejor que pudo, pero algunos solistas mayores como Brymer y MacDonagh estaban descontentos con la gerencia, y se fueron. La orquesta se reorganizó en 1963 como una sociedad limitada autónoma, pero casi de inmediato se encontró con dificultades. La Royal Philharmonic Society decidió no contratar a la RPO para sus conciertos; Glyndebourne reservó a la LPO en lugar del RPO a partir de 1964. La RPO también fue excluida de la agenda de conciertos de la London Orchestral Concert Board, lo que significó que se le negó el uso de la principal sala de conciertos de Londres, el Royal Festival Hall. Kempe renunció, aunque volvió poco después. Ayudado por el fuerte apoyo de Sir Malcolm Sargent, la orquesta montó con éxito sus propios conciertos en un cine en Swiss Cottage, a 5,6 km al noroeste del Royal Festival Hall. Un informe de 1965 presentado al Consejo de las Artes por un comité presidido por Alan Peacock recomendaba que las cuatro orquestas independientes de Londres recibieran un subsidio público adecuado. 
La ruptura del acuerdo con la Royal Philharmonic Society en 1963 resultó ser temporal, pero durante tres años amenazó con privar a la RPO de la "Royal" en su título. El asunto fue resuelto en 1966, cuando por consejo de Roy Jenkins, quien como Secretario del Interior era responsable de tales asuntos, la Reina confería incondicionalmente el título a la orquesta. 
La RPO celebró su jubileo de plata en 1971. El 15 de septiembre la orquesta volvió a Croydon, donde había hecho su debut 25 años antes. El teatro en el que había tocado por primera vez había sido demolido, y el concierto de aniversario se dio por lo tanto en el Fairfield Halls. El programa consistió en la Obertura de la bodas de Figaro, el Concierto Emperador de Beethoven y Los Planetas de Holst. Sir Adrian Boult condujo, y Clifford Curzon fue el solista. [39] Cinco miembros de la orquesta original todavía estaban en la RPO para el concierto del jubileo: Leonard Brain (hermano de Dennis), principal corno inglés; Lewis Pocock, codirector de percusión; Ernest Ineson, contrabajo; John Myers, viola; y Albert Pievsky, violín.
La RPO dio a Kempe el título de "Conductor for Life" en 1970. Dejó la orquesta en 1975. Antal Doráti sucedió a Kempe como director principal, de 1975 a 1978; como en sus anteriores tenencias con el LSO y la Orquesta Sinfónica de la BBC, no fue muy querido por sus solistas, pero elevó su nivel interpretativo e impuso la disciplina.
En 1984, una revisión realizada en nombre del Consejo de las Artes por el periodista William Rees-Mogg opinó que Inglaterra carecía de "una gran orquesta sinfónica oriental", y sugirió que la RPO se trasladara a Nottingham. Otro informe contemporáneo del Consejo de las Artes recomendó que la RPO debería complementar el LSO como orquesta residente en el Barbican Centre; ninguna de las dos propuestas llegó a buen término. Durante la década de los 80, el gobierno británico impuso restricciones estrictas al gasto público; para compensar los ingresos perdidos, la RPO, junto con las otras orquestas de Londres, se vio obligada a depender cada vez más del patrocinio empresarial como fuente principal de fondos.
Desde 1993, el RPO ha tenido un programa comunitario y de educación, con el título de "RPO Resound". Su objetivo es aumentar el "acceso a la creación de música de clase mundial y el compromiso con ella". Ha trabajado en lugares como refugios para personas sin hogar, hospicios, clubes juveniles y prisiones. En septiembre de 1993 la orquesta acompañó al pianista y compositor griego Yanni en un concierto en la acrópolis de Atenas.

### Siglo XXI
La orquesta da una serie anual de conciertos en el Festival Hall, y desde 2004 ha tenido una sede permanente en Cadogan Hall. En el Royal Albert Hall de Londres, el RPO ofrece actuaciones que van desde grandes obras corales y orquestales a las tardes de los clásicos populares, y es un conjunto regular en The Proms. 
Además de tocar obras del repertorio clásico, la RPO ha grabado varias bandas sonoras para películas, entre ellas la de Las zapatillas rojas de Michael Powell y Emeric Pressburger. Grabó la serie de grabaciones Hooked on Classics, y también ha grabado varios arreglos orquestales de música pop junto a Pink Floyd, Queen y ABBA. También realizó el fondo orquestal del álbum/canción, Art of Life del grupo japonés X Japan. La música fue compuesta por el miembro de la banda Yoshiki. Recientemente, la orquesta se ha asociado estrechamente con la radio Classic FM. La versión oficial del tema musical de la Liga de Campeones de la UEFA fue grabado por la RPO y el Coro de la Academy of Saint Martin in the Fields.
En octubre de 2003 14 de los músicos de la RPO grabaron las partes de las cuerdas para varias pistas del álbum A Semblance of Normality de 2004 de la banda británica de folk metal Skyclad.
El único asiático que ha compuesto una sinfonía para la RPO es Llayaraaja (un eminente compositor hindú).
La RPO se encuentra asociada con la Orquesta de Conciertos Filarmónica Real, fundada en 1987, que se dedica a interpretar música clásica ligera.

## Directores
- Thomas Beecham (1946–1961)
- Rudolf Kempe (1962–1975)
- Antal Doráti (1975–1978)
- Walter Weller (1980–1985)
- André Previn (1985–1992)
- Vladimir Ashkenazy (1987–1994)
- Shardad Rohani (1994-1996)
- Daniele Gatti (1996–2009)
- Charles Dutoit (2009 - )

## Discografía parcial
Desde los primeros días de la RPO hasta el final de la vida de Beecham, hicieron numerosas grabaciones para His Master's Voice, CBS y RCA. Entre las obras que grabaron EMI eligió varias para ser reeditadas a finales del siglo XX en su serie "Grandes Grabaciones del Siglo". Incluían un programa Delius; un programa Grieg; Música de ballet francés; obras cortas de Bizet, Chabrier, Fauré y Saint-Saëns; La Sinfonía n.º 4 de Chaikovski y la Suite Cascanueces; La Sinfonía Júpiter de Mozart, el Concierto de Clarinete (Brymer) y el Concierto de Oboe (Brooke); y la 3ª, 5ª y 6ª sinfonías de Schubert. 
Después de la muerte de Beecham la orquesta hizo muchas grabaciones para Decca, a veces bajo pseudónimos tales como la "Orquesta Sinfónica Beecham", la "Orquesta del Festival de Londres" y la "Orquesta Sinfónica Metropolitana". Entre los directores con los que la RPO registró en los años sesenta están Sir John Barbirolli, Fritz Reiner, Charles Munch, Georges Prêtre, Kempe, Previn y Stokowski. Los solistas incluían a Earl Wild, Shura Cherkassky, Alan Civil y Luciano Pavarotti.
Igor Stravinsky grabó su ópera The Rake's Progress con el RPO en 1964. Colin Davis hizo algunas de sus primeras grabaciones con la orquesta, incluidas las oberturas de Mozart y Rossini, la Séptima Sinfonía de Beethoven y el Edipo Rey de Stravinsky . De 1964 a 1979 la RPO fue contratada por Decca para grabar las óperas de Gilbert y Sullivan con la compañía de D'Oyly. La orquesta también ha grabado para Deutsche Grammophon, Lyrita, Philips, Pye y Unicorn-Kanchana. 
En 1986, la orquesta lanzó RPO Records, de la que afirmó era "la primera discográfica del mundo a ser propiedad de una orquesta sinfónica". Las grabaciones disponibles en la etiqueta RPO en 2013 abarcaron desde el repertorio sinfónico central y las partituras de ballet de Chaikovski hasta la música ligera de Burt Bacharach y Richard Rodgers y un álbum llamado "Rock Sinfónico". 
- Beethoven Ruins of Athens, Sinfonía n.º 2, Sinfonía n.º 3, Sinfonía n.º 6, Sinfonía n.º 7, Sinfonía n.º 8
- Beethoven, Piano Concertos Nos. 4 & 5 - Emanuel Ax/André Previn/Royal Philharmonic Orchestra, 2003 RCA/BMG
- Berlioz Harold in Italy, King Lear Overture, Le Corsaire Overture, Les Francs-Juges Overture, Les Troyens Overture, Roman Carnival Overture, Symphonie Fantastique, Trojan March, Waverley Overture
- Bizet Carnaval à Rome, La Jolie Fille de Perth suite, L'Arlésienne Suites 1 & 2, Patrie Overture, Boccherini Overture in D, Borodin Polovtsian Dances
- Borodin: Sinfonías N.º 1 & 2 - Royal Philharmonic Orchestra, 1994 Decca
- Bruch, Conc. vl. n. 1/Fant. scozzese - Chung/Kempe/RPO, 1972 Decca
- Chabrier España, Joyeuse Marche
- Chopin: Piano Concerto N.º 2 & 24 Preludes - André Previn/Maria João Pires/Royal Philharmonic Orchestra, 1994 Deutsche Grammophon
- Ciaikovsky, Ouv. 1812/Capriccio/Romeo e Giulietta/Francesca da Rimini - Ashkenazy/RPO, 1987 Decca
- Debussy Cortège & Air de danse, Prélude à l'après midi
- Delibes Le Roi s'amuse
- Delius Brigg Fair, Dance Rhapsody No 2, Fennimore & Gerda Intermezzo, Florida Suite Daybreak & Dance, Irmelin Prelude, On Hearing the First Cuckoo in Spring, Sleighride, Song Before Sunrise, Summer Evening, Summer Night on the River
- Dvořák Legend in G minor, Sinfonía n.º 8
- Elgar, Enigma/Pomp and circumstance - Del Mar/RPO, Deutsche Grammophon
- Goldmark Rustic Wedding Sinfonía
- Gounod Faust ballet music, Le sommeil de Juliette
- Grétry Zémire et Azore ballet music
- Grieg Danza sinfónica in A
- Handel Amaryllis, Love in Bath, Messiah, Solomon, The Faithful Shepherd, The Gods Go A'Begging
- Handel Messiah - Thomas Kinkade/London Philharmonic/Royal Philharmonic Orchestra, 2007 Madacy Special Mkts - ottava posizione nella Classical Albums
- Sir Thomas Beecham Dirige el Mesías de Handel - 1959 Rca Victor Gold Seal - Grammy Award for Best Choral Performance 1961
- Haydn Sinfonie 93–104, The Seasons
- Haydn: Salve Regina, Die Schöpfung - Antal Dorati/Brighton Festival Chorus/Royal Philharmonic Orchestra, 1994 Decca
- Gustav Holst The Planets Suite + St. Paul's Suite
- Lalo Sinfonía
- Massenet Last sleep of the Virgin, Waltz from Cendrillon
- Mendelssohn Fair Melusine Overture, Sinfonía n.º 4, Italiana
- Mozart Clarinet Concerto, Mozart Die Zauberflöte Overture, Flute & Harp Concerto, German Dance K605, Haffner March K249, Haffner March K249, Minuet from Divertimento in D K131, Sinfonía n.º 41, Thamos Entr'acte, The Seraglio.
- Mussorgsky Khovantschina
- Offenbach Los Cuentos de Hoffman suite
- Rajmáninov Rapsodia su un tema di Paganini Op. 43 con Yuri Temirkanov.
- Rimsky Korsakov Scheherazade
- Rossini, La Gazza Ladra Overture, Le Cambiale di Matrimonio Overture, Semiramide Overture
- Saint Saens Rouet d'Omphale, Samson & Dalila Dance of the Priestesses/ Bacchanale
- Schubert Sinfonía n.º 1, Sinfonía n.º 2, Sinfonía n.º 3, Sinfonía n.º 5, Sinfonía n.º 6, Sinfonía n.º 8
- Shostakovich, Sinf. n. 5/Sinf. de cámara - Ashkenazy/RPO, 1987/1989 Decca
- Sibelius Valse Triste, Sinfonías 6 y 7
- Smetana Bartered Bride Overture & Polka
- Strauss Ein Heldenleben
- Suppé Morning Noon & Night in Vienna, Poet & Peasant Overture
- Čajkovskij Eugene Onegin - valzer, Sinfonía n.º 4
- Vidal Zino-Zina Gavotta
- Verdi: Un Giorno Di Regno - Fiorenza Cossotto/Ingvar Wixell/Jessye Norman/José Carreras/Lamberto Gardelli/Royal Philharmonic Orchestra, 1974 Philips
- Verdi: Attila - Carlo Bergonzi/Cristina Deutekom/Royal Philharmonic Orchestra/Ruggero Raimondi/Sherrill Milnes, 1973 Philips
- Wagner Die Meistersinger Suite, Flying Dutchman Overture, Götterdämmerung Funeral March and Rhine Journey, Lohengrin Prelude, Parsifal Karfreitagszauber, I Maestri cantori, Preludio
- I racconti di Hoffmann (film), 1951
- Gilbert & Sullivan: The Yeomen of the Guard & Trial By Jury - Coro della Royal Opera House, Covent Garden/Isidore Godfrey/Royal Philharmonic Orchestra/Sir Malcolm Sargent/The D'Oyly Carte Opera Company, 1964 Decca
- Gilbert & Sullivan: The Pirates of Penzance - Isidore Godfrey/Royal Philharmonic Orchestra/The D'Oyly Carte Opera Company, 1968 Decca
- Jon Lord, Concerto for Group and Orchestra con i Deep Purple - 1969 Harvest Records/EMI
- Ekseption 00.04 - 1971 Philips - prima posizione in Olanda per 2 settimane e decima in Norvegia
- Frank Zappa, 200 Motels - 1971 United Artists
- Paganini/Sarasate - Violin Works - Itzhak Perlman/Lawrence Foster/Royal Philharmonic Orchestra, 1972 EMI
- Gilbert & Sullivan: The Mikado - Royal Philharmonic Orchestra/Royston Nash/The D'Oyly Carte Opera Company, 1973 Decca
- Mike Oldfield, The Orchestral Tubular Bells - 1975 Virgin
- Jessye Norman: Sacred Songs - Alexander Gibson/Jessye Norman/Royal Philharmonic Orchestra/The Ambrosian Singers, 1981 Philips
- Classic Disco - 1981 K-Tel/RCA
- Hooked On Classics - 1981 K-Tel/RCA
- Hooked On Classics 2: Can't Stop the Classics - Louis Clark/Royal Philharmonic Orchestra, 1982 K-tel
- Hooked On Classics III - Journey Through The Classics, Louis Clark Conducting Royal Philharmonic Orchestra – 1983 K-Tel/RCA
- Kathleen Battle Sings Mozart - André Previn, Kathleen Battle & Royal Philharmonic Orchestra, 1986 EMI Records - Grammy Award for Best Classical Vocal Solo 1987
- Holst: The Planets - André Previn/Brighton Festival Chorus/Royal Philharmonic Orchestra, 1986 Telarc
- Carousel - Barbara Cook/Paul Gemignani/Royal Philharmonic Orchestra/Samuel Ramey, 1987 Geffen
- David Palmer y la Royal Philharmonic Orchestra, música de Pink Floyd - Orchestral Maneuvers - 1989 RCA Victor
- Vaughan Williams: Sinfonía n.º 5 in Si maggiore - Fantasia su un tema di Thomas Tallis - André Previn/Royal Philharmonic Orchestra, 1989 Telarc
- The Nutcracker - Royal Philharmonic Orchestra/David Maninov, 1995 RPO
- Mike Batt & Royal Philharmonic Orchestra, Philharmania - Vol. 1 - 1998 Stella Music GmbH
- Hooked On Classics Collection - Royal Philharmonic Orchestra, 1998 K-tel
- Dolora Zajick - The Art of the Dramatic Mezzo-Soprano - Charles Rosekrans/Dolora Zajick/Royal Philharmonic Orchestra, 2000 Telarc
- The Greatest Hits of Simon & Garfunkel - Royal Philharmonic Orchestra, 2003 Sheridan Square
- Symphonic Rock - 2004 EMI
- Mussorgsky: Pictures at an Exhibition, Songs and Dances of Death, Khovanshchina - Yuri Temirkanov/Royal Philharmonic Orchestra, 2004 RCA/BMG
- Renée Fleming, Sacred Songs - 2005 Decca
- The Best of Bond, 2008 RPO Records
- Sting, Symphonicities - 2010 Deutsche Grammophon
- Live in Berlin (Sting & The Royal Philharmonic Concert Orchestra)
- Christopher Tin, Baba Yetu - Soweto Gospel Choir, RPO - Grammy Award for Best Instrumental Arrangement Accompanying Vocalist(s) 2011
- Chaikovski: The Nutcracker Suite & Swan Lake Suite - Royal Philharmonic Orchestra/Yuri Simonov, 2011 Allegro
- David Garrett, Legacy (David Garrett) (BeethovenKreisler/Rajmáninov) Garrett/Marin/Royal Philharmonic Orchestra - 2012 Decca CD/DVD/Blu Ray
- Piotr Beczala, Heart's delight. Canciones de Richard Tauber - Borowicz/RPO/Netrebko, 2013 Deutsche Grammophon
- Townshend, Classic Quadrophenia - Townshend/Ziegler/RPO, 2014 Deutsche Grammophon
- Garrett, Explosive - David Garrett/Royal Philharmonic Orchestra/Franck Van der Heijden, 2015 Decca
- Queen, Symphonic Queen, 2016 Deutsche Grammophon